# Friedrich Berlin Verlag
Der Theaterverlag – Friedrich Berlin Verlag GmbH (ehemals Friedrich Berlin Verlagsgesellschaft mbH) ist ein deutscher Verlag mit Sitz in Berlin. 
Am 28. August 1960 erschien das erste Heft der Zeitschrift Theater heute. Dieses Datum ist auch der Geburtstag des Friedrich Verlags, der zunächst nur in Velber bei Hannover beheimatet war. In den 1960er Jahren kam Opernwelt als weitere Kulturzeitschrift hinzu. Danach wurden erste pädagogische Zeitschriften (Kunst und Unterricht, Praxis Deutsch) gegründet. Anfang der 1980er Jahre beteiligte sich der Ernst Klett Verlag aus Stuttgart, einer der größten deutschen Schulbuchverlage, am Friedrich Verlag. Mitte der 1990er Jahre entstand der Friedrich Berlin Verlag als eigenständiges Unternehmen, in dem jetzt neben Theater heute und Opernwelt auch tanz und Bühnentechnische Rundschau erscheinen. Mit Rückwirkung zum Jahresbeginn wurde der Verlag am 1. September 2021 von der dfv Mediengruppe (Mehrheitsgesellschafter) und Torsten Kutschke (Gesamtverlagsleiter der juristischen Medien und der Technik-Fachzeitschriften von dfv) übernommen.
Seit dem 1. Januar 2023 erscheint das Opern- und Operettenmagazin orpheus unter dem Dach des Theaterverlages. Der 2024 von Orpheus Verlag gegründete Titel MUSICAL TODAY gehört seit dem 1. Januar 2025 ebenfalls zum Portfolio des Theaterverlages.
Das Angebot umfasst mit tanz international edition seit April 2025 zusätzlich ein monatlich erscheinendes englischsprachiges E-Magazin.
Im deutschsprachigen Raum ist Der Theaterverlag - Friedrich Berlin GmbH ein wichtiger Verlag im Bereich der Darstellende Künste. Mit seiner Mischung aus Fach- und Publikumszeitschriften bietet er Basisinformationen für Experten und für das breitere Publikum. In seinen Zeitschriften werden aktuelle ästhetische und kulturpolitische Debatten geführt, die einen kritischen Einblick in die deutsche und internationale Theater, Tanz- und Opernszene geben.

## Zeitschriftenprogramm
- tanz
- tanz international edition
- Bühnentechnische Rundschau
- Opernwelt
- Theater heute
- orpheus
- MUSICAL TODAY[5]